# Wojciech Skowroński
Wojciech Skowroński (* 11. Juli 1941 in Warschau; † 17. Januar 2002 in Poznań) war ein  polnischer Sänger und Pianist.
Er war Mitglied von Czerwono-Czarni, Bardowie, Hubertusy, Drumlersi, Nowi Polanie und Grupa ABC.